# Ual Ual
Ual Ual (chiamato anche Ualual, Welwel, Walwal, Uol'uol’) è un villaggio presente nel territorio etiope dell'Ogaden. Collocato  nella suddivisione amministrativa della zona Uarder (o Uardere, nella Regione Somala), il villaggio ha un'altitudine di circa 570 metri, ed è abitato da Somali.
Nel 1934 vi si svolse uno scontro a fuoco tra truppe etiopi e truppe coloniali italiane che fu il casus belli della Guerra d'Etiopia.